# 亞歷山大·葉夫根尼耶維奇·馬霍夫
亞歷山大·葉夫根尼耶維奇·馬霍夫（俄语：Алекса́ндр Евге́ньевич Ма́хов；1959年8月19日—2021年11月29日），苏联和俄罗斯文学评论家。语言学博士，俄罗斯国立人文大学教授，俄罗斯科学院文学研究所和俄罗斯科学院社会科学研究所文学研究部首席研究员。